# Rejon horoszowski
Rejon horoszowski – jednostka administracyjna wchodząca w skład obwodu żytomierskiego Ukrainy.
Rejon został utworzony w 1924 roku. Jego powierzchnia wynosi 870 km², a ludność liczy około 35 tysięcy mieszkańców. Siedzibą władz rejonowych jest Horoszów.
Na terenie rejonu znajduje się 3 osiedlowe rady i 18 silskich rad, obejmujących 76 wsi i 1 osadę.

## Demografia
Skład narodowościowy rejonu w 2001 roku według ukraińskiego spisu powszechnego:
- Ukraińcy — 89,6%;
- Polacy — 5,9%;
- Rosjanie — 3,6%;
- Białorusini — 0,4%;
- pozostali – 0,5%[2].

## Miejscowości rejonu
- Berezówka (Березівка)
- (Будо-Рижани)
- (Червоногранітне)
- (Човнова)
- (Давидівка)
- (Данилівка)
- (Дашинка)
- Dworyszcze (Дворище)
- (Добринь)
- Fasowa (Фасова)
- (Гайки)
- (Галинівка)
- (Гацьківка)
- (Грабівка)
- (Грабняк)
- (Грушки)
- (Губенкове)
- (Гута-Добринь)
- (Хичів)
- Horoszów (Хорошiв)
- (Іванівка)
- (Ісаківка)
- Irszańsk (Іршанськ)
- (Яблунівка)
- (Ягодинка)
- (Ягодинка Друга)
- (Ємилівка)
- (Калинівка)
- (Кам'яний Брід)
- (Катеринівка)
- (Комарівка)
- (Копанівка)
- (Копелянка)
- (Коритище)
- Krajewszczyzna (Краївщина)
- (Красногірка)
- (Краснорічка)
- (Кропивенка)
- (Кропивня)
- (Крук)
- Kurhany (Курганці)
- (Лизник)
- Liski (Ліски)
- (Луковець)
- Marjaniwka[3]  (Мар'янівка)
- (Михайлівка)
- Nebiż (Небіж)
- (Невирівка)
- Nowa Borowa (Нова Борова)
- (Олішівка)
- (Омелівка)
- Pisarówka (Писарівка)
- (Полівська Гута)
- Poromówka (Поромівка)
- (П'ятирічка)
- (Радичі)
- (Рижани)
- (Рудня-Гацьківка)
- Rudnia Fasowa[4] (Рудня-Фасова)
- Rudnia Szljachowa[5] (Рудня-Шляхова)
- (Сколобів)
- Solodyry (Солодирі)
- Stawki (Ставки)
- (Старий Бобрик)
- (Стебниця)
- Suchowola[6] (Суховоля)
- (Шадура)
- Ternicy (Теренці)
- (Томашівка)
- Toporyszcze[7] (Топорище)
- (Торчин)
- Tyrczynka[8] (Турчинка)
- (Валки)
- (Вишняківка)
- Wolanszczyna (Волянщина)
- (Заздрівка)
- (Закомірня)
- (Знам'янка)
- Zubrynka (Зубринка)
- (Жовтнівка)